# Hueyapan de Ocampo
Hueyapan de Ocampo es una localidad del estado mexicano de Veracruz. Es cabecera del municipio de Hueyapan de Ocampo.

## Demografía
| Censo | Población |
| ----- | --------- |
| 1930  | 1 214     |
| 1940  | 1 616     |
| 1950  | 1 496     |
| 1960  | 1 666     |
| 1970  | 2 493     |
| 1980  | 3 760     |
| 1990  | 3 561     |
| 1995  | 3 746     |
| 2000  | 3 466     |
| 2005  | 3 204     |
| 2010  | 3 608     |
| 2020  | 3 889     |